# Учасникам бойових дій на території інших держав (монета)
«Уча́сникам бойови́х дій на терито́рії і́нших держа́в» — пам'ятна монета номіналом 10 гривень, випущена Національним банком України. Присвячена українським військовим фахівцям — учасникам багатьох миротворчих місій. З 1992 року в міжнародних миротворчих операціях узяли участь майже 40 000 українських військовослужбовців. Український бойовий резерв налічує майже 330 000 осіб, більшу частину якого становлять ветерани війни в Афганістані. До окремого ешелону ветеранів бойових дій належать військові фахівці з досвідом ведення миротворчих операцій у В'єтнамі, Сирії, Анголі, Мозамбіку, Єгипті та інших країнах.
Монету введено в обіг 26 грудня 2019 року. Вона належить до серії Збройні Сили України.

## Опис та характеристики монети
| Номінал грн. | Метал                 | Маса, грам | Діаметр, мм. | Якість виготовлення | Гурт     | Тираж, штук |
| ------------ | --------------------- | ---------- | ------------ | ------------------- | -------- | ----------- |
| 10           | сплав на основі цинку | 12,4       | 30           | анциркулейтед       | рифлений | 1 000 000   |

### Аверс
На аверсі монети розміщено: малий Державний Герб України, над яким напис УКРАЇНА; на дзеркальному тлі — стилізовану композицію: на тлі моделі Землі зображено континенти та зазначено номінал 10/ГРИВЕНЬ" (унизу); рік карбування монети 2019 (ліворуч); логотип Банкнотно-монетного двору Національного банку України (праворуч); напис УЧАСНИКАМ БОЙОВИХ ДІЙ НА ТЕРИТОРІЇ ІНШИХ ДЕРЖАВ (угорі півколом).

### Реверс
На реверсі монети в обрамленні рослинного орнаменту, на дзеркальному тлі розміщено написи: ОБОВ'ЯЗОК/МУЖНІСТЬ/ ПАМ'ЯТЬ.

## Автори

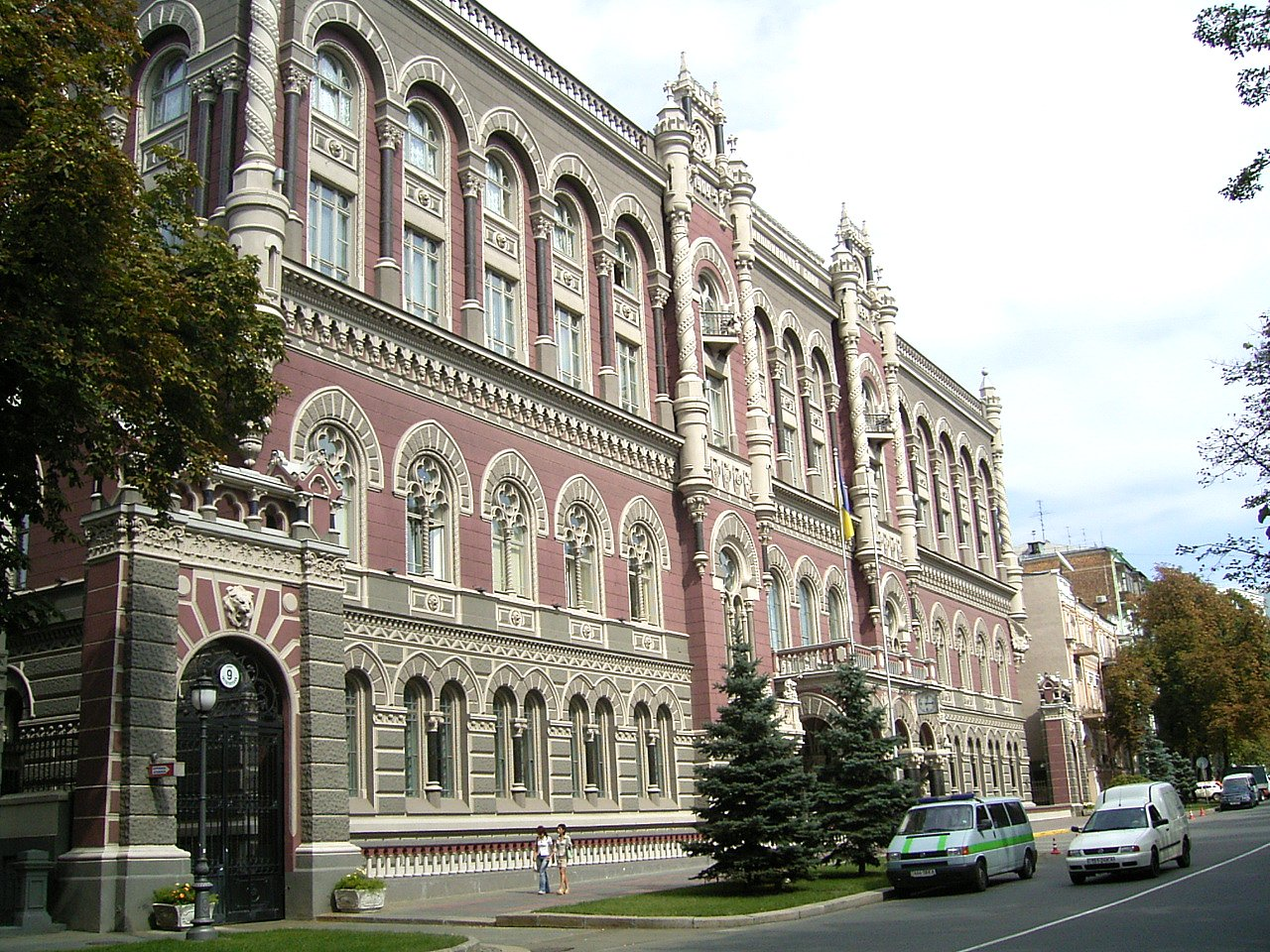
Будівля Національного банку України

- Художник — Наталія Фандікова.
- Скульптори: Володимир Атаманчук, Святослав Іваненко, Віталій Андріянов.

## Вартість монети
Під час введення монети в обіг 2019 року, Національний банк України розповсюджував монету за номінальною вартістю — 10 гривень.
Фактична приблизна вартість монети, з роками змінювалася так:
| Рік       | 2020 | 2021 | 2022 | 2023 | 2024 | 2025 |
| --------- | ---- | ---- | ---- | ---- | ---- | ---- |
| Ціна, грн | 14   | 14   | 15   | 20   | 50   | 80   |

Всім, безперешкодно до 31 жовтня 2021 року на офіційних сторінках Інтернет-магазину нумізматичної продукції Національного банку України, можна було придбати монету за її номінальною вартістю 10 гривень.